# イプシロンロケット
イプシロンロケット（Εロケット、英訳: Epsilon Launch Vehicle）は、宇宙航空研究開発機構（JAXA）とIHIエアロスペースが開発した小型人工衛星打ち上げ用固体燃料ロケットで使い捨て型のローンチ・ヴィークル。日本の衛星打ち上げの自律性をになうロケットとして基幹ロケットに位置づけられる。当初は次期固体ロケット（じきこたいロケット）の仮称で呼ばれていた。

## 概要

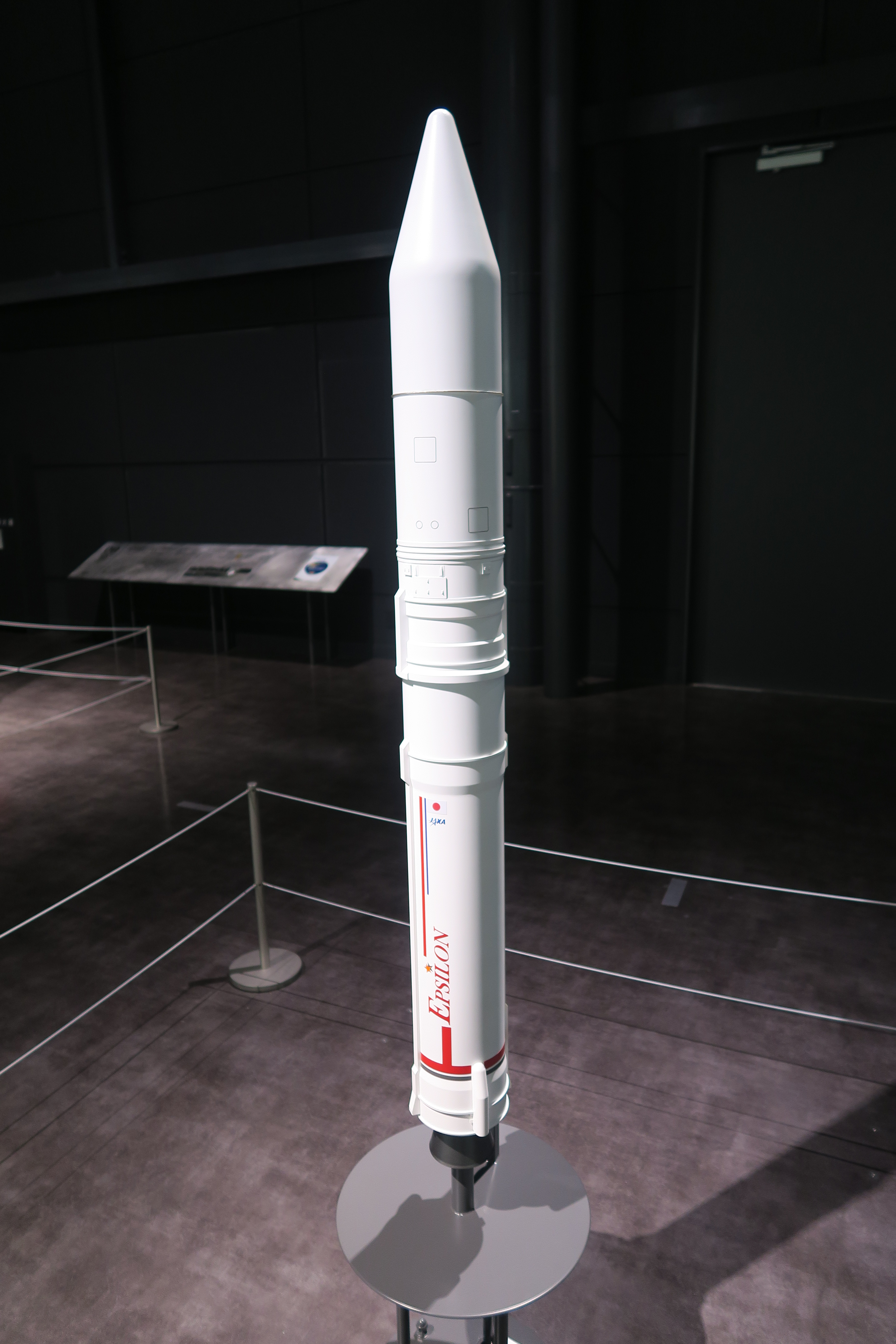
イプシロンロケットの1/20模型

イプシロンロケットは、2006年（平成18年）度に廃止されたM-Vロケットの後継機として2010年（平成22年）から本格的に開発が始まり、2013年（平成25年）に試験1号機が打ち上げられた固体ロケットである。M-VロケットとH-IIAロケットの構成要素を流用しながら、全体設計に新しい技術と革新的な打ち上げシステムを採用することで、簡素で安価で即応性が高く費用対効果に優れたロケットを実現することを目的に開発されている。開発が開始された2010年（平成22年）時点では、2段階開発によりM-Vロケットの約3分の2の打ち上げ能力と約3分の1の打ち上げ費用（30億円以下）を実現することが目標とされ、開発第1段階の機体での定常運用で38億円、2017年（平成29年）度頃の開発第2段階の低廉化機体で30億円以下での打ち上げを目指すとされた。初代プロジェクトマネージャ（PM）はM-VロケットのPMを務めた森田泰弘である。
その後、イプシロンロケットの3段階開発構想が持ち上がったこともあったが、2017年（平成29年）時点では前構想とは異なる3段階での開発計画に変更されている。2013年（平成25年）に打ち上げられた試験機の太陽同期軌道打ち上げ能力は450kg、2016年（平成28年）度に打ち上げられた強化型イプシロンロケットとなる2号機からは同打ち上げ能力が3割向上され590kg以上となった。そして2020年代前半にH3ロケットと技術を共有するイプシロンSを完成させて実機価格30億円以下での打ち上げの実現を目指す計画となっている。
試験機の標準型の機体は3段から構成される。第1段にはH-IIAロケット等に使用されているSRB-Aを改良したものを、第2段と3段にはM-Vロケットの第3段とキックステージを改良したものを流用する（試験機の構成と諸元を参照）。強化型では第2段を新規開発し、第3段を中心に試験機の改良型を使用する（強化型の構成と諸元を参照）。
イプシロン (Ε) の名前は、ラムダ (Λ) ロケット・ミュー (Μ) ロケットなど日本で開発されてきた固体ロケット技術を受け継ぐ意味を込めギリシア文字が用いられた。公式には「Evolution & Excellence（技術の革新・発展）」「Exploration（宇宙の開拓）」「Education（技術者の育成）」に由来する。また試験1号機の打ち上げ後の記者会見で、「ε（イプシロン）」が数学で小さい数字を表し、イプシロンロケットが、ミュー（M）ロケットを受け継ぎながら、全く別次元に変身したロケットなため「m（ミュー）」を横倒しにした「ε（イプシロン）」と命名されたことが明らかにされている。正式な名称のない頃から、一部報道で名称は「イプシロン（エプシロン）ロケット」が有力候補とされていた。また、ISASのOBなどが参加するトークライブなどでは、「いいロケット」の駄洒落で「Eロケット」→「イプシロンロケット」になったと言う話が公式決定前から出ている。イプシロンSの「S」には、Synergy（シナジー）、Speed（即応性）、Smart（高性能）、Superior（競争力）、Service（打上げ輸送サービス）の意味が込められている。
イプシロンロケットは2013年11月7日に、公益財団法人日本デザイン振興会による2013年度グッドデザイン賞において金賞（経済産業大臣賞）を受賞している。

## 試験機

### 開発経緯

#### 背景
M-Vロケットは、宇宙科学研究所（ISAS、現・JAXA宇宙科学研究所）により固体ロケットの研究と科学衛星打ち上げ用として開発されたが、搭載衛星にロケットを最適化できるという利点はあるものの、打ち上げには約80億円の高額な費用と約3年の製造期間が必要で、本来は簡素で安価で即応性が高い固体ロケットの利点を生かしきれていなかった。またISASの年間予算は約200億円と日本の宇宙開発予算の中では比較的低額であり、高額なM-Vロケットにより打ち上げ回数が限られていた。
このような中でISAS内部では、開発期間が短い安価で小型の衛星を多数打ち上げるべきだという要望があり、より簡素で安価で即応性が高い小型のロケットの実現を目指して、M-Vロケットの1段目を省略し第2段からキックモーターまでの3段式とし、ノーズフェアリングに集中させた電子装備を回収・再使用する改良開発案（M-V Lite）や、M-Vロケットの機体構成・製造プロセス・運用システムを見直し、搭載電子機器の統合・簡素化を行い、第1段にCFRP一体型モーターケースを採用する改良開発案（M-VA）を模索していた。なお小型衛星の打ち上げ手段としては、H-IIAロケットで打ち上げる大型衛星への相乗りという方法もあるが、惑星探査などの宇宙科学ミッションでは特殊な軌道が必要となる例や打ち上げ時期が限定される例が多数あるため、相乗りではなく独自の小型ロケットが必要とされている。
このような状況で、2006年9月のM-Vロケット7号機による太陽観測衛星ひので（SOLAR-B）の打ち上げの後、2010年の金星探査機あかつき（PLANET-C）の打ち上げまで約4年の期間が空くことから、4年間の射場の維持費よりもPLANET-CをH-IIAロケットで打ち上げたほうが安くなるというJAXAの判断で、M-Vロケットは8号機よりも後に打ち上げられた7号機を最後に廃止となった。
これらの事情と、日本の固体ロケット技術の維持という目的から、新たに小型の固体ロケットが開発される事になり、2006年7月26日にはM-Vロケットの廃止が発表された。その時に発表されたSRB-AとM-34を基本とする2段式の次期固体ロケット（イプシロンロケット）の開発計画は、開発費用を抑えることを目的に既存のロケットの構成要素を接木した結果、かえって高額となり、1機の打ち上げのみで終わったJ-Iロケットを連想させるため、正式発表以前から松浦晋也等の一部の識者から批判的な意見が指摘されていた案であった。また、かねてよりM-Vロケットの存続やM-V Liteの実現を求める声が上がっていたさなかでの発表でもあった。

#### 開発開始
2007年（平成19年）8月の宇宙開発委員会において「開発研究」フェーズへの移行が認められ、開発は新たな局面に入った。認められた開発計画では当初の計画から3段式に変更され、M-Vロケットの既存モーターを基に新規開発した第2段と第3段を全体設計に最適化、新技術と革新的な打ち上げシステムを採用して運用性を向上させることで、費用対効果の高いロケットを実現させる計画であったため、批判的な意見も聞かれなくなった。2008年1月時点では2012年（平成24年）度に初号機打ち上げ予定となっていたが、その後の「開発」フェーズへの移行が遅れたため、初号機打ち上げは2013年度冬以降に順延される見通しとなっていた。
2010年（平成22年）に次期固体ロケットの名称が「イプシロンロケット」に決定し、GXロケットの開発中止決定後の8月には「開発研究」フェーズ時点より既存技術を活用する開発案に修正された上で「開発」フェーズへの移行が認められたことから本格的に試験機の開発が始まった。これにより「開発研究」フェーズ時点の開発案をそのまま進めるより開発期間が短くなり、2013年度夏に初号機で惑星宇宙望遠鏡の「ひさき」（計画時点では未命名）を打ち上げられる予定となった。また、開発費は安くなったが、打ち上げ単価の低減の度合いが少なくなったため、修正後の開発案で永続的に打ち上げ続けると仮定するならば、11回目の打ち上げまでの総費用（開発費+運用費）は安価となったが、それ以上打ち上げる場合は高価となった。開発費は205億円で、一機当たりの打ち上げ費用は試験機と同仕様のロケットの定常運用段階で約38億円。低軌道（近地点高度250km、遠地点高度500km）への打ち上げ能力は1,200kg、太陽同期軌道（近地点高度500km、遠地点高度500km）への打ち上げ能力は450kgとされた。

#### 射場の選定
イプシロンロケットが「次期固体ロケット」の仮称で呼ばれていた初期の完成予想図では、内之浦宇宙空間観測所から打ち上げられる様子が描かれた物があったが、推進剤を充填した第1段のSRB-Aの陸上輸送が法制上不可能であったため、射場が内之浦に決定していたわけではなかった。M-Vロケットでは第1段を2分割し搬入することで法規制を回避しており、H-IIAではSRB-Aの推進剤を種子島宇宙センター内の充填設備で充填することで法規制を回避していた。イプシロンロケットでこれを回避するには、新たな方法で推進剤を充填した第1段を種子島から内之浦へ運搬するか、内之浦に充填設備を新設する必要があり、様々な検討が行われた。またイプシロンロケットを種子島から打ち上げるという案も検討されていたが、この場合は内之浦宇宙空間観測所の存続自体が問題となる可能性や飛行経路の関係で軌道投入能力が大きく減少するなどの問題があった。
2008年に輸送問題は解決し、JAXA内で、内之浦宇宙空間観測所での射点をラムダ射点付近に新造する案、ミュー射点とラムダ射点の間に新造する案、ミューランチャーを改修して使用する案の3つが検討され始めた。その後、射場は内之浦宇宙空間観測所ミューセンターが有力となったが、本格的にイプシロンロケットの開発が始まった2010年になっても射場が正式に内之浦に決定したわけではなかった。このような状況の中、鹿児島県の宇宙開発促進協議会は毎年国に提出している要望書に、次期固体（イプシロン）ロケットを内之浦から打ち上げる要望を盛り込むなどしていた。
2011年1月12日、最終的にJAXAがイプシロンロケットの射場を内之浦宇宙空間観測所とするとして事業を促進させていくと発表、ミューランチャーを改修した。

#### 提案された将来性
2011年時点では、以下の項目を実現して機体構造と電子機器と設備の抜本的な低廉化を図り、30億円以下で打ち上げを可能にする予定とされた。
- 更なる軽量化により世界最高のペイロード比と各段マスレシオを実現して打ち上げ能力を向上させる。
- ロケット全体の最適化を図るために第2段及び第3段の推進薬量を増やす。
- 全てのロケットに適用できるまでにアビオニクスシステムのネットワーク化とモジュール化を進めて、運用性と将来の部品枯渇時の再開発の効率を上げる。
- 射場からトラッキングレーダーを廃止して運用性を向上させる。
- 複合一体成型や民生技術を導入し機体の価格を更に下げる。
- 無毒液体推進系N2O/エタノールを用いたPBS[29]。

#### 月惑星探査の可能性
小型衛星打上げ用に計画されているイプシロンロケットであるが、衛星同様に探査機も小型化を進めている中で、月惑星ミッションに挑戦することも十分に可能とされ、4段ロケットに相当する推進薬質量700kg程度の超小型キックモーターにより格段に性能は向上、火星や金星に200kgの打上げ能力で惑星探査が十分に視野に入るとされた。
2015年（平成27年）1月に定められた宇宙基本計画の工程表では、「戦略的中型」と呼称される将来の宇宙科学・探査分野での衛星の打ち上げではH3ロケットを優先使用すると定められ、イプシロンロケットは「公募型小型」「革新的衛星技術実証」分野でのみ打ち上げに使用されることが定められた。
実際、これに沿う形で、3か月後の2015年4月には小型の月面着陸機SLIMをイプシロンロケット5号機で2018年度に打ち上げる計画が示された。打ち上げ時期についてはその後、計画を確実に進めるために2019年度に変更されたのち、2016年のX線天文衛星ひとみの喪失事故が遠因となり、結局SLIMの打ち上げにはイプシロンを利用しないことになった。

#### 液体燃料ロケットへの応用
日本の基幹ロケットのH-IIAロケットの能力は世界的にも充分な水準に達しているが、今後も信頼性向上や費用の削減などの段階的な改良の積み重ね（ブロックアップデート）が必要とされている。そこで、まずイプシロンロケットでモバイル管制などの革新的な技術を実用化し、それをH-IIAロケットや将来の基幹ロケットに応用することが考えられた。すなわち、イプシロンロケットは「安価で使い勝手の良い小型衛星打ち上げ機」であると同時に「革新的ロケット技術の練習台」としても位置付けられていた。また、新型基幹ロケット（のちのH3ロケット）の固体ブースターをイプシロンの2段と共用にする構想も提案されたが、SRB-Aと同規模のH3ロケットの固体ブースタ、SRB-3と将来のイプシロンの1段を共用とすることとなった。

#### 打ち上げ能力の拡大
GXロケットの開発が難航し、2009年には開発中止となったためJAXAには中型ロケットが無く、H-IIAロケットで打ち上げるには小さい中型衛星を打ち上げるロケットに、能力を拡大したイプシロンロケットを使用する事も考えられた。2006年（平成18年）の宇宙開発委員会の会議では、将来的に2段目にM-25を加えM-Vロケットと同じ構成にして打ち上げ能力を向上させる可能性について言及され、2013年に行われたプロジェクトマネージャー森田泰弘へのインタビューでは、1段目のSRB-A3の燃料の充填を高密度化した上で、モーターケースを3割程度大型化・高推力化し、モーターケースの成形に関わる外国ライセンスを国産化することで、M-V以上の打ち上げ能力を確保しながら30億円以下の打ち上げ費用を実現する構想が言及されていた。
しかし、2015年（平成27年）1月に定められた宇宙基本計画の工程表では、「戦略的中型」と呼称されるこの分野の衛星打ち上げは、H3ロケットを優先使用すると定められた。2015年には需要分析を踏まえ、将来のイプシロン開発における打ち上げ能力は強化型と同等のSSOに600kg級であり、H-IIA/Bロケットの運用終了までに完了することとされた。

### 試験機の構成と諸元

#### 打ち上げシステムの革新
M-Vロケットの開発ではロケットの大型化による打ち上げ能力の増強に注力した結果、アビオニクスや地上設備等の打ち上げシステムは旧来から大きく変わっておらず、運用中に大幅な刷新が検討されていたが、実現しないまま運用を終了していた。このため、イプシロンロケットでは打ち上げシステムの革新が大きなテーマになった。
イプシロンロケットでは、H-IIAロケットなど従来のロケットで行われている搭載電子機器を一対一で接続する方法ではなく、LANのようなシリアルバス接続とすることで簡素化する手法をさらに進化させて、新たに開発した搭載点検系の機器と簡素な地上設備をネットワークで結んで自律点検機能を持たせる。これにより、数人とパソコン数台でロケットの打ち上げ前点検や管制を行うことが可能になった。これを「モバイル管制」と称している。
この打ち上げ前点検作業は、点検項目が約2,000に及び、コンピュータ制御に切り替わる70秒前からでも約300項目あり、数十人がかりで数時間かかるものが、この新システムでは70秒で終えることができる。コンピュータセキュリティ上の問題から実現はしないが、原理的にはインターネットを通じて世界中のどこからでもパソコン1台で全ての管制が可能である。
一方、少数のパソコンでの集中管理の危険性として、管制用パソコン、たった1台の誤作動やコンピュータウイルス感染、クラッキングによるプログラムの改竄が致命傷につながる恐れがある。冗長性を得るために2台のパソコンで管制を行うが、従来の数十台パソコンで管制されるシステムに比べ、危険性も指摘されている。
新たに開発した搭載点検系のうち、機体に搭載されて射場整備時に機体の状況を監視する機器がROSE（Responsive Operation Support Equipment）、火工品回路の健全性を点検した後、打ち上げ前に取り外されて繰り返し使用される機器がMOC（Miniature Ordnance Circuit Checker）である。
また、ロケットに搭載されている各種機器は固有仕様の物が多く、機器の置き換えや組み替えをするためには適合のための開発作業が必要だったが、イプシロンロケットでは、次世代の宇宙機用ネットワーク規格として国際的に標準化が進められているSpaceWireを取り入れることで互換性を高め、機体構成の変更や、部品の枯渇への対応を容易にすることとした。

#### 第1段へのSRB-Aの採用
多段式ロケットは下段を切り離すたびにペイロードの占める重量比が大きくなっていくため、上段になるほど無駄なくペイロードを加速できるようになる。逆に下段ロケットは上段ロケットを大気圏外まで持ち上げることが主な役割であり、ロケット全体に占めるペイロードの重量比が少ない分だけ、下段はペイロード加速の効率はよくない。すなわち上段の性能を高めると全体性能が大きく向上するが、下段の性能を高めても全体性能の変化は小さいことになる。逆を言えば下段で性能を上げる場合は効率が低い分だけ大規模にせねばならず、費用に与える影響も大きい。
そこでイプシロンロケットでは性能を落としてでも大胆に費用を削減する手法が採られ、第1段にH-IIAロケットの固体ロケットブースターのSRB-A3を最低限の改造（ロール制御用のSMSJなど）で流用し、M-Vロケットの1段と2段を統合している。そのままイプシロンの第1段に流用するには、M-VロケットのM-14では第2段が無くなるため加速がきつくなる。SRB-AはH-IIAロケットの補助ロケットとして最適化しているため無駄が多い。M-14より推力が小さいSRB-AでもM-34とKM-V2を持ち上げるために最適化されたM-25に比べて推力が大きいため、試験機ではSRB-Aの能力を最大限使える高圧型モータではなく、打ち上げ能力は低下するが積荷の衛星に優しい長秒時型モータが使用される。

#### 第2段・第3段の最適化
費用を重視した設計がなされた第1段に対し、第2段及び第3段はM-Vロケット以上の性能向上が図られる。第2段にはM-Vロケットの第3段M-34bモーターの改良型のM-34cを、第3段にはM-Vロケット5号機のキックステージKM-V2の改良型のKM-V2bを採用し、これらはモーターケースの軽量化や推進薬充填効率の向上が図られている。これにより第2段と第3段のマスレシオ（各段モーター全体重量に対する推進薬重量の比）は世界最高水準であったM-Vロケット以上になり、ペイロード比（ロケット全体重量に対するペイロード重量の比）もM-Vロケットと同等の水準を維持できるようになっている。
第2段と第3段のモーターケースの材質のCFRPには東レの炭素繊維のT1000Gが採用され、製造工程は従来のオートクレーブ成形からオーブンキュア成形に変更され、高性能化と低廉化が同時に図られている。ただし開発期間の短縮のため、モーターケースの材質と製造工程を変更するのみで基本設計を変えていないため、ロケット全体の推進薬量の均衡は最適化されているとは言えない。

#### PBSオプションによる軌道投入精度の向上
オプションとして小型液体推進系のPBS（Post Boost Stage）を搭載することが可能である。低軌道ミッションの多くに用いられる他、太陽同期軌道ミッションでは標準的に用いられる予定である。1液式エンジンで燃料にはヒドラジンを使用し、タンクはカートリッジ方式（製造工場で燃料を充填し弁で封印）として整備性を向上させる。LE-5Bの制御系統で用いられているスラスタを流用することで費用の削減を図り、小型かつ軽量に設計される。PBSは3段目の燃焼中から作動しラムライン制御による軌道修正を行い、3段目との分離後はデスピン後3軸制御で軌道投入が行われる。衛星分離後は軌道をはずれ残留燃料を放出する予定である。これによって軌道投入精度が液体燃料ロケット並に高められる。
PBSは静止トランスファ軌道ミッションや地球重力脱出ミッション等のエネルギーが高い軌道への投入には基本的に用いないとされている。これは上段の質量比を損なわないことでペイロード重量を保つためである。

#### 衛星搭載環境の緩和
イプシロンロケットで用いる第1段モーターのSRB-Aには燃焼振動が発生しており、これに起因する正弦波振動がペイロードに及ぼす影響を許容範囲に抑えるために、日本のロケットとしては初めて制振機構が開発され、衛星の真下に設けられている。制振機構には、適切な機軸方向の剛性と横方向の剛性を確保する必要があり、可動ノズル用フレキシブルジョイントとして実績のある技術を応用して、2重円筒構造を積層ゴムで結合する方式を採用し、剛性要求を満足する機構の開発を進めている。また、打ち上げ直後にロケットの噴射からの高音圧の音響が地面に反射し、ペイロードに影響を及ぼすため、火炎偏向板や新たに煙道を設けるといった射点周りの局所形状を見直し、液体ロケットレベルの外部音響環境の実現をめざしており、最終的にM-Vロケットに比べて騒音が10分の1以下にまで減少している。また、ペイロードを守るためのフェアリングは、製造時に半殻一体製造やシート貼付式断熱材が、運用面ではアクセスドアの閉め時間短縮や、打ち上げ後の回収が必要がなくなる水没式の技術が使用され新規に開発された。

#### 組立の簡素化
M-Vロケットの第1段は、モーターケースが2分割で、さらにノズルも分離した状態で工場から搬出され、射場で組み立てていた。これを、SRB-Aと同じく一体に組み立てた状態で射場に搬入することで、射場作業を簡素化する。同様に、第2段以上もできるだけ工場で組み立てて搬入する。システムの革新と併せ、射場での準備期間と作業人数を大幅に削減し、固体ロケットが本来持っている特徴でありながらM-Vロケットでは充分に活用できていなかった「短期間で簡素な打ち上げ」を実現する。イプシロンロケットとM-Vロケットとの比較を以下に示す。
|                                                    | イプシロンロケット | M-Vロケット |
| -------------------------------------------------- | ------------------ | ----------- |
| ロケット製作期間 （受注から打ち上げまで）          | 1年以内            | 3年         |
| 射場作業日数 （第1段射座据付から打ち上げ翌日まで） | 7日                | 42日        |
| 衛星最終アクセスから打ち上げまで                   | 3時間              | 9時間       |

#### 垂直打ち上げ方式の採用
M-VまでのISAS衛星打ち上げロケットは、次にあげる必要性と利点によりランチャーから海に向かって斜めに打ち上げられていた。
- 最小限の誘導機能で無誘導重力ターンによる衛星軌道投入を行うため（主にM-3SIIまで）
- 第一段ロケットが異常燃焼をおこしてもロケットを確実に海に投げ出すため

しかし、M-V以降の大型固体ロケットをランチャーから斜めに打ち上げるには、次にあげる欠点があった。
- 煙道を設置できず、打ち上げの瞬間、噴射の反射波が及ぼす衝撃が衛星にとって大きな障害となる。
- ランチャー離脱時に、それまでのランチャーの垂れ下がり（数十cmに及ぶ）から開放される振動がロケットにとって大きな障害になる。
- ランチャー滑走時の摩擦による抵抗が無視できない。

イプシロンロケットは垂直打ち上げに対応できる誘導制御機能が充分にあり（M-Vも同様）、第1段には信頼性の確立に必要な使用実績が充分にあるSRB-Aを使用する為、異常燃焼についての懸念が無くなり、斜め打ち上げでは欠点しか存在しなくなった。このため、従来のミューランチャーを改修してロケットは垂直に打ち上げられ、発射台下部には効果的な煙道が設置される。なお、M整備塔なども改修し、既存設備を最大限活用する形で発射装置が整備される。
|             | 主要諸元一覧 | 主要諸元一覧 | 主要諸元一覧 | 主要諸元一覧 | 主要諸元一覧 |
| ----------- | --- | --- | --- | --- | --- |
| 全長        | 24.4 m | 24.4 m | 24.4 m | 24.4 m | 24.4 m |
| 代表径      | 2.6 m | 2.6 m | 2.6 m | 2.6 m | 2.6 m |
| 全備質量    | 91.0 t | 91.0 t | 91.0 t | 91.0 t | 91.0 t |
| ペイロード  | 1,200 kg / LEO (250km x 500km)基本形態 700kg / LEO (500km 円軌道)オプション形態 450kg / SSO (500km 円軌道)オプション形態 | 1,200 kg / LEO (250km x 500km)基本形態 700kg / LEO (500km 円軌道)オプション形態 450kg / SSO (500km 円軌道)オプション形態 | 1,200 kg / LEO (250km x 500km)基本形態 700kg / LEO (500km 円軌道)オプション形態 450kg / SSO (500km 円軌道)オプション形態 | 1,200 kg / LEO (250km x 500km)基本形態 700kg / LEO (500km 円軌道)オプション形態 450kg / SSO (500km 円軌道)オプション形態 | 1,200 kg / LEO (250km x 500km)基本形態 700kg / LEO (500km 円軌道)オプション形態 450kg / SSO (500km 円軌道)オプション形態 |
| 段数(Stage) | 第1段 | 第2段 | 第3段 | オプション | フェアリング (投棄分) |
| 使用モータ  | SRB-A3 | M-34c | KM-V2b | 小型液体ステージ (PBS)                                                                                                   | - |
| 各段質量    | 75.0 t (フェアリング非投棄分含む)                                                                                        | 12.3 t | 2.9 t (基本) 3.3 t (オプション)                                                                                          | (0.3 t) (3段に含む) | 0.8 t (投棄分) |
| 推進薬質量  | 66.3 t | 10.8 t | 2.5 t | 0.1 t | - |
| 真空中推力  | 2,271 kN | 371.5 kN | 99.8 kN | - | - |
| 比推力      | 284 s (真空中) | 300 s (真空中) | 301 s (真空中) | 215.0 s (連続) | - |
| 全燃焼秒時  | 116 s | 105 s | 90 s | - | - |
| マスレシオ  | 0.911 | 0.927 | 0.92 | - | - |

基本型は3段式の固体ロケットで、高い軌道投入精度が必要な場合は液体燃料エンジンを利用したPBSを追加する。誘導制御は1、2段とPBSで行う。

## 強化型

### 開発経緯
強化型の開発までには紆余曲折があった。次期固体ロケット開発計画当初は、試験期は開発費の抑制と開発期間の短縮を図り、改めて2017年（平成29年）頃に低廉化機体を完成させるという2段階開発計画であった。その後、E-X（試験機）、E-I´、E-Iと徐々に能力拡大と低廉化を進展させていく3段階開発構想が持ち上がったが、これも立ち消えとなった。次いで、試験機の開発の後にERG（後にあらせと命名）の打ち上げに対応させるために2012年（平成24年）度から打ち上げ能力を増大させた「2号機対応開発」が始められ、これとは別にASNARO-2の打ち上げに対応させるために2014年（平成26年）度から打ち上げ能力に加えて衛星包絡域を増大させた「高度化開発」が始められる予定であった。しかしERGの打ち上げが先送りされたため両開発計画が統合されることになり、2014年（平成26年）度から「強化型開発」として強化型の開発が始まった。強化型は2016年（平成28年）度に打ち上げられた2号機から適用された。ERG打ち上げの2号機は強化型基本形態、ASNARO-2打ち上げの3号機は強化型オプション形態のそれぞれ初号機となるため、試験機と同等の打ち上げ費用となる。

### 強化型の構成と諸元

#### 第2段の強化
強化型ではERGとASNARO-2の両衛星の打ち上げに対応させるために、太陽同期軌道打ち上げ能力が試験機の450kgから約30%増の590kg以上に強化され、フェアリングの衛星包絡域も15%拡大される。これを同時に達成するために、第2段モーターにM-35が新規開発される。M-35ではM-34cと比べて、モーター径を2.2mから2.5mに拡大させ、推進薬を約11トンから15トンに増量させ、推進薬の一つのアルミニウム粉末をSRB-Aと共通化し、推進薬燃焼速度の調整方式と推進薬充填形状を変更することで低廉化を図る。また、モーターケースの更なる軽量化も図られる。モーターケースはCFRP製で、従来までは設計係数（安全係数）が1.5に設定されていたが、技術の進歩によりCFRPの品質の誤差が十分に解消されているとして、M-35のモーターケースでは設計係数を金属製と同様の1.25に落とす。これにより、仮にモーターケースが同様の大きさの場合20%軽量化できることになった。またモーターケースと推進剤の間の断熱・水密・気密の3層構造を単層化して軽量化する。M-35の初の燃焼試験は2015年12月21日に能代ロケット実験場で行われた。さらに、フェアリングの外に第2段のM-35が配置（2段エクスポーズ化）されるようすることでフェアリングの全長を最適化し衛星包絡域の拡大を達成する。

#### 軽量化
第2段と第3段の艤装を簡素化し、第3段機器搭載構造と電力シーケンス分配器を小型・軽量化する。電力シーケンス分配器は半導体リレーを新規開発することで、機械式リレーから12kg以上軽量化させて重量を半減させる。第3段は試験機のKM-V2bの改良型のKM-V2cとなる。第2段と第3段のいずれも伸展ノズルが廃止される。

#### PBS改良
試験機のPBS（ポストブーストステージ）には3つの推進薬タンクがあり押しガスに窒素を使っていたが、強化型オプション形態となる3号機のPBSからは、信頼性向上のため、1つの大型推進薬タンクとし、押しガスにはヘリウムを使用する。また試験機で第3段燃焼中の姿勢調整を担っていたPBS付属のラムライン推進系を、3号機では削除し、この分の軌道誤差の修正はPBS自身で行うようにする。

#### 低衝撃型衛星分離機構の導入
3号機からは、基幹ロケット高度化開発の一要素である「衛星搭載環境の緩和（ペイロード搭載環境の向上）」をイプシロンロケットにも適用する。従来の衛星分離は締結ボルトを火工品で爆破して一気に切断するボルトカッター方式で行っていたが、3号機からは新開発の低衝撃型衛星分離機構を用いて、電気的にラッチ機構を開放して衛星を分離する分離デバイス方式に改める。
以下に判明している範囲で試験機と比較した主要諸元を記す。
|              | 主要諸元一覧 | 主要諸元一覧 | 主要諸元一覧 | 主要諸元一覧 | 主要諸元一覧 |
| ------------ | --- | --- | --- | --- | --- |
| 全長         | 26.0 m | 26.0 m | 26.0 m | 26.0 m | 26.0 m |
| 代表径       | 2.6 m | 2.6 m | 2.6 m | 2.6 m | 2.6 m |
| 全備質量     | 基本形態:95.4 t オプション形態:95.7 t | 基本形態:95.4 t オプション形態:95.7 t | 基本形態:95.4 t オプション形態:95.7 t | 基本形態:95.4 t オプション形態:95.7 t | 基本形態:95.4 t オプション形態:95.7 t |
| ペイロード   | 1,500kg / LEO (250km x 500km)基本形態 365kg / 長楕円 (200km x 30,700km、夏季)基本形態 365kg / 長楕円 (200km x 33,100km、冬季)基本形態 590kg / SSO (500km 円軌道)オプション形態 | 1,500kg / LEO (250km x 500km)基本形態 365kg / 長楕円 (200km x 30,700km、夏季)基本形態 365kg / 長楕円 (200km x 33,100km、冬季)基本形態 590kg / SSO (500km 円軌道)オプション形態 | 1,500kg / LEO (250km x 500km)基本形態 365kg / 長楕円 (200km x 30,700km、夏季)基本形態 365kg / 長楕円 (200km x 33,100km、冬季)基本形態 590kg / SSO (500km 円軌道)オプション形態 | 1,500kg / LEO (250km x 500km)基本形態 365kg / 長楕円 (200km x 30,700km、夏季)基本形態 365kg / 長楕円 (200km x 33,100km、冬季)基本形態 590kg / SSO (500km 円軌道)オプション形態 | 1,500kg / LEO (250km x 500km)基本形態 365kg / 長楕円 (200km x 30,700km、夏季)基本形態 365kg / 長楕円 (200km x 33,100km、冬季)基本形態 590kg / SSO (500km 円軌道)オプション形態 |
| 段数(Stage)  | 第1段 | 第2段 | 第3段 | オプション | フェアリング (投棄分) |
| 使用モーター | SRB-A3 | M-35 | KM-V2c | 小型液体ステージ (PBS) | - |
| 各段質量     | 74.5 t | 17.2 t | 2.9 t (基本) 3.2 t (オプション) | TBA | 0.8 t |
| 推進薬質量   | 66.0 t | 15.0 t | 2.5 t | TBA | - |
| 真空中推力   | 2350 kN | 445 kN | 99.6 kN | - | - |
| 比推力       | 284 s (真空中) | 295 s (真空中) | 299 s (真空中) | TBA s (連続) | - |
| 全燃焼秒時   | 108 s | 129 s | 88 s | - | - |
| マスレシオ   | TBA | TBA | TBA | - | - |

## イプシロンS

### 開発経緯
2016年度改訂の宇宙基本計画工程表でH3ロケットとのシナジー対応開発が進められることが明示され、2020年代前半にH3ロケットと構成要素を共通化して低コスト化を図ったシナジー対応開発計画が検討されることとなった。このシナジー効果による低コスト化の達成目標は、オプション形態での実機価格30億円以下とされた。第1段のモータにはH3ロケットの固体ロケットブースタSRB-3を採用し、第2段と第3段にもSRB-3の開発成果を活用、アビオニクスもH3ロケットと一部共通化させることとなった。2020年3月、JAXAのプロジェクト移行審査を経てプロジェクトへと移行され、プロジェクト名は「イプシロンSロケットプロジェクト (英: Epsilon S Launch Vehicle Project)」、通称は「イプシロンS (英: Epsilon S)」とされた。2020年度より開発を始め、2023年度には実証機打ち上げを計画している。開発予算は138億円（実証機の製造・打ち上げのコストは含まず）を見込む。
2023年7月14日の第2段エンジンの燃焼試験中に爆発が発生した。2023年12月、JAXAはイプシロンSの開発状況を報告し、6号機の打ち上げ失敗と第2段エンジンの燃焼試験失敗の原因を究明したことを明らかにした。6号機打ち上げ失敗に対しては第2段RCSタンクの設計を変更することで対応し、燃焼試験の失敗に対しては断熱材の設計を変更して対応することにした。
2024年11月26日の二回目の地上燃焼試験でも、燃焼圧力が想定より高くなり、異常燃焼で49秒後に爆発を起こした。これを重く見たJAXAは同日、対策チームを設置した。12月25日の会見ではモーターケース後方から燃焼ガスの漏えいと爆発が起きたと判断できるデータが報告されたほか、新たな燃焼試験を経る必要があることから2024年度内の打ち上げが不可能になったことが正式に確認された。

### イプシロンSの構成と諸元
SSO軌道 600kg以上、LEO軌道 1,400kg以上、複数衛星の打ち上げに対応し、軌道投入精度は高度誤差±15km以下、軌道傾斜角誤差を±0.15度以下まで向上することを目標としている。打ち上げ時期の柔軟性を確保するため、3カ月に2機の打ち上げを可能とする。また、打ち上げ3時間前までのレイトアクセスも可能とする。
強化型では基本とオプションの2つの形態があったが、イプシロンSではオプション形態と同じ固体3段+PBSで仕様が統一されることとなった。アビオニクスはH3ロケットと一部共通化される。イプシロンSでは、衛星受領から打ち上げまでの期間を10日以内とすることが目標とされており、その実現のため強化型ではフェアリング内に搭載されていた第3段モータとアビオニクスはフェアリング外に搭載されることとなり、全段組立・全段点検後に衛星受領・搭載が行われることとされた。第3段の姿勢制御はスピン安定から推力方向制御 (Thrust Vector Control, TVC) に変更され、推進薬量は強化型のおよそ倍の約5.0トンに増量される。これに伴い、全長は強化型から1mサイズアップした約27mとなる。第1段モータにはH3のSRB-3が採用される（ただしH3ではノズル固定式、イプシロンSの第1段はノズル可動式である）。開発の効率化のため、2020年2月に行われたSRB-3の第3回地上燃焼試験ではイプシロンSで使われるTVCの機能試験も行われている。

## 打ち上げ

### 打ち上げ実績
打上は内之浦宇宙空間観測所Mセンター（ミューセンター）
| 機体番号 | 打ち上げ日時 （JST）        | 機体構成                          | 積荷                                                                                  | 質量(kg)    | 投入軌道                 | 成否 | 備考 |
| -------- | --------------------------- | --------------------------------- | ------------------------------------------------------------------------------------- | ----------- | ------------------------ | ---- | --- |
| 試験機   | 2013年9月14日 14時00分00秒  | SRB-A M-34c KM-V2b PBS 制振機構有 | 惑星分光観測衛星 （惑星宇宙望遠鏡） 「ひさき」（SPRINT-A）                            | 340         | 低軌道 950km×1150km      | 成功 | 8月22日の打ち上げ予定を、信号中継装置の誤配線により延期し、同月27日の予定も自律点検装置がロケットの姿勢異常を誤検知したため、打ち上げ19秒前にカウントダウンを中止し再延期。当日も13時45分の打ち上げ予定であったが、警戒海域に船舶が入る可能性が出たため15分遅らせた。 |
| 2号機    | 2016年12月20日 20時00分00秒 | SRB-A M-35 KM-V2c 制振機構無      | ジオスペース探査衛星 「あらせ」（ERG）                                                | 350         | 長楕円 300km×33,200km    | 成功 | 強化型基本形態の初飛行。 延期なく打ち上げ。 |
| 3号機    | 2018年1月18日 6時6分11秒    | SRB-A M-35 KM-V2c PBS 制振機構有  | 高性能小型レーダ衛星 （ASNARO-2）                                                     | 570         | 太陽同期準回帰軌道 505km | 成功 | 強化型オプション形態の初飛行。 2017年11月12日の打ち上げ予定を電気系統の不具合により延期し、1月17日の予定も天候不順により再延期。 |
| 4号機    | 2019年1月18日 9時50分20秒   | SRB-A M-35 KM-V2c PBS 制振機構有  | 革新的衛星技術実証1号機 （RAPIS-1）                                                   | 200         | 太陽同期軌道 500km       | 成功 | 複数衛星搭載構造およびキューブサット放出装置を搭載。 1月17日の打ち上げ予定を天候不順により延期。 |
| 4号機    | 2019年1月18日 9時50分20秒   | SRB-A M-35 KM-V2c PBS 制振機構有  | 超小型衛星3基 （MicroDragon） （RISESAT） （ALE-1）                                   | 50 69 68    | 太陽同期軌道 500km       | 成功 | 複数衛星搭載構造およびキューブサット放出装置を搭載。 1月17日の打ち上げ予定を天候不順により延期。 |
| 4号機    | 2019年1月18日 9時50分20秒   | SRB-A M-35 KM-V2c PBS 制振機構有  | キューブサット3基 （OrigamiSat-1） （Aoba VELOX-IV） （NEXUS）                        | 4 3 1       | 太陽同期軌道 500km       | 成功 | 複数衛星搭載構造およびキューブサット放出装置を搭載。 1月17日の打ち上げ予定を天候不順により延期。 |
| 5号機    | 2021年11月9日 9時55分16秒   | SRB-A M-35 KM-V2c PBS 制振機構有  | 革新的衛星技術実証2号機 （RAISE-2）                                                   | 110         | 太陽同期軌道 560km       | 成功 | 複数衛星搭載構造およびキューブサット放出装置を搭載。 2021年10月1日9時51分21秒に打ち上げが予定されていたが、地上設備に確認すべき事象が発生したため、打ち上げ約19秒前に緊急停止し、打ち上げを中止した。問題となったのは可搬型ドップラーレーダと呼ばれる、ロケットの飛行初期の位置速度を計測する地上設備で、打ち上げ十数分前からこのレーダが出力するデータに付加される時刻情報に異常が見られたことから、手動で緊急停止した。原因究明後、10月7日の打ち上げは上空の風が強く条件を満たさないため当日に中止した。それ以降はH-IIAロケットの打ち上げ期間と重なることから44号機の打ち上げ後に打ち上げ日を11月7日と再設定したが、悪天候が予想されるので延期した。当日は地球に帰還中の有人宇宙船「クルードラゴン」との衝突を避けるため、9時51分21秒の打上を予定期間内最後に約4分間遅らせた。 |
| 5号機    | 2021年11月9日 9時55分16秒   | SRB-A M-35 KM-V2c PBS 制振機構有  | 超小型衛星4基 （HIBARI） （Z-Sat） （DRUMS） （TeikyoSat-4）                          | 55 46 62 52 | 太陽同期軌道 560km       | 成功 | 複数衛星搭載構造およびキューブサット放出装置を搭載。 2021年10月1日9時51分21秒に打ち上げが予定されていたが、地上設備に確認すべき事象が発生したため、打ち上げ約19秒前に緊急停止し、打ち上げを中止した。問題となったのは可搬型ドップラーレーダと呼ばれる、ロケットの飛行初期の位置速度を計測する地上設備で、打ち上げ十数分前からこのレーダが出力するデータに付加される時刻情報に異常が見られたことから、手動で緊急停止した。原因究明後、10月7日の打ち上げは上空の風が強く条件を満たさないため当日に中止した。それ以降はH-IIAロケットの打ち上げ期間と重なることから44号機の打ち上げ後に打ち上げ日を11月7日と再設定したが、悪天候が予想されるので延期した。当日は地球に帰還中の有人宇宙船「クルードラゴン」との衝突を避けるため、9時51分21秒の打上を予定期間内最後に約4分間遅らせた。 |
| 5号機    | 2021年11月9日 9時55分16秒   | SRB-A M-35 KM-V2c PBS 制振機構有  | キューブサット4基 （ASTERISC） （ARICA） （NanoDragon） （KOSEN-1）                   | 4 1 4 3     | 太陽同期軌道 560km       | 成功 | 複数衛星搭載構造およびキューブサット放出装置を搭載。 2021年10月1日9時51分21秒に打ち上げが予定されていたが、地上設備に確認すべき事象が発生したため、打ち上げ約19秒前に緊急停止し、打ち上げを中止した。問題となったのは可搬型ドップラーレーダと呼ばれる、ロケットの飛行初期の位置速度を計測する地上設備で、打ち上げ十数分前からこのレーダが出力するデータに付加される時刻情報に異常が見られたことから、手動で緊急停止した。原因究明後、10月7日の打ち上げは上空の風が強く条件を満たさないため当日に中止した。それ以降はH-IIAロケットの打ち上げ期間と重なることから44号機の打ち上げ後に打ち上げ日を11月7日と再設定したが、悪天候が予想されるので延期した。当日は地球に帰還中の有人宇宙船「クルードラゴン」との衝突を避けるため、9時51分21秒の打上を予定期間内最後に約4分間遅らせた。 |
| 6号機    | 2022年10月12日 9時50分43秒  | SRB-A M-35 KM-V2c PBS 制振機構有  | 革新的衛星技術実証3号機 （RAISE-3）                                                   | 110         | 太陽同期軌道 560km       | 失敗 | 複数衛星搭載構造およびキューブサット放出装置を搭載。 当初は10月7日の打ち上げ予定だったがロケットの飛行経路を監視する測位衛星の軌道が合わず同月12日に延期された。 12日の打ち上げでは、第二段と第三段を切り離す時点で姿勢が目標と異なっていたことから、9時57分11秒に指令破壊信号を送信。JAXAの基幹ロケット打ち上げ失敗は2003年のH-IIAロケット6号機以来19年ぶり。2023年4月18日、失敗の原因は製造上の不具合により燃料タンク内を仕切るゴム膜が破れて燃料を送る配管がつまったためとJAXAは結論づけた。最終的に5月19日に有識者委員会によって報告された。報告書はWEB上でも公開されており、閲覧が可能である。 |
| 6号機    | 2022年10月12日 9時50分43秒  | SRB-A M-35 KM-V2c PBS 制振機構有  | 小型衛星2基 （QPS-SAR-3） （QPS-SAR-4）                                               | 170         | 太陽同期軌道 560km       | 失敗 | 複数衛星搭載構造およびキューブサット放出装置を搭載。 当初は10月7日の打ち上げ予定だったがロケットの飛行経路を監視する測位衛星の軌道が合わず同月12日に延期された。 12日の打ち上げでは、第二段と第三段を切り離す時点で姿勢が目標と異なっていたことから、9時57分11秒に指令破壊信号を送信。JAXAの基幹ロケット打ち上げ失敗は2003年のH-IIAロケット6号機以来19年ぶり。2023年4月18日、失敗の原因は製造上の不具合により燃料タンク内を仕切るゴム膜が破れて燃料を送る配管がつまったためとJAXAは結論づけた。最終的に5月19日に有識者委員会によって報告された。報告書はWEB上でも公開されており、閲覧が可能である。 |
| 6号機    | 2022年10月12日 9時50分43秒  | SRB-A M-35 KM-V2c PBS 制振機構有  | キューブサット5基 （MAGNARO） （MITSUBA） （KOSEN-2） （WASEDA-SAT-ZERO） （FSI-SAT） | 4 2 3 1     | 太陽同期軌道 560km       | 失敗 | 複数衛星搭載構造およびキューブサット放出装置を搭載。 当初は10月7日の打ち上げ予定だったがロケットの飛行経路を監視する測位衛星の軌道が合わず同月12日に延期された。 12日の打ち上げでは、第二段と第三段を切り離す時点で姿勢が目標と異なっていたことから、9時57分11秒に指令破壊信号を送信。JAXAの基幹ロケット打ち上げ失敗は2003年のH-IIAロケット6号機以来19年ぶり。2023年4月18日、失敗の原因は製造上の不具合により燃料タンク内を仕切るゴム膜が破れて燃料を送る配管がつまったためとJAXAは結論づけた。最終的に5月19日に有識者委員会によって報告された。報告書はWEB上でも公開されており、閲覧が可能である。 |

### 打ち上げ予定
2023年12月22日に決定された宇宙基本計画工程表（令和5年度改訂）による打ち上げ予定は次の通りである
2024年度
- LOTUSAT1（ベトナムへ供与するASNARO-2同型機。LOTUSAT2もNECが受注活動中。）[88][89][90]
  - イプシロンSの初号機に搭載される予定[91]。

2025年度
- 革新的衛星技術実証4号機
- DESTINY+（深宇宙探査技術実証機。公募型小型計画2号機）

2027年度
- 革新的衛星技術実証5号機
- 小型JASMINE（赤外線位置天文観測衛星 。公募型小型3号機。27年度か28年度）

2028年度
- Solar-C_EUVST（高感度太陽紫外線分光観測衛星。公募型小型4号機）

2029年度
- 革新的衛星技術実証6号機

2031年度
- 革新的衛星技術実証7号機

2033年度以降
- 革新的衛星技術実証8号機

当初は、小型科学衛星は宇宙基本計画において5年毎に3機程度を打ち上げるものとされたが、その後公募型小型計画として2年に1回の打上げを実施、また革新的衛星技術実証プログラムも2年に1回の実証機会を確保するとされた。これらを含め、運用側にはイプシロンロケットを毎年1,2機打ち上げたいという意見がある。

## 情報漏洩
2012年11月21日、筑波宇宙センターで使用されているパソコンでコンピュータウイルスが検出された。調査を進めた結果、このウイルスに感染したパソコンを利用して、イプシロンロケットに関する内部情報などが不正に外部に送信されていたことが判明した。

## 評価
北海道大学公共政策大学院教授の鈴木一人は、「モバイル管制を含む、様々な革新的技術を実現するロケット」として技術的に評価する一方、日本と中国、韓国、北朝鮮との緊張関係を挙げて、イプシロンロケットは、国際政治や打ち上げビジネスに関する政策的観点からの位置付けがあいまいなまま、弾道ミサイルへの転用が疑われる固体ロケットを「固体ロケット技術を維持する」という技術的観点からのみを重視して開発されたと主張して、「様々な疑問が残るロケット」と評価している。また、旧ソ連の大陸間弾道ミサイル（ICBM）を転用したウクライナのドニエプルやロシアのロコットと比較して、イプシロンのコスト競争力の低さを懸念している。なおドニエプルの元となったR-36系列は160回以上発射され、97%の成功率を記録している。
産経新聞も「日本の宇宙開発にとって、大きな飛躍につながる打ち上げである。」と評価する一方で、「改良版でも競争力は高いとはいえない。再来年の2号機以降の打ち上げは未定で、商業衛星の受注獲得は容易ではない。」と商業受注に対する厳しい見方を示している。
フリーランスの科学ジャーナリストの松浦晋也は、「イプシロンに組み込まれた新技術は、H-IIAの後継機（H3）にも使われることになるだろう。イプシロンには、2020年代に向けた日本の宇宙輸送系の未来がかかっている。」と、イプシロンロケットの将来の宇宙輸送系の技術基盤としての役割を評価している。

### 他の固体燃料ロケットとの比較
| 型式                   | M-3SII     | M-V        | J-I 1号機  | J-I 2号機 | イプシロン試験機 | イプシロン2号機 | イプシロン3号機 |
| ---------------------- | ---------- | ---------- | ---------- | --------- | ---------------- | --------------- | --------------- |
| 全高                   | 27.8 m     | 30.8 m     | 33.1 m     | 26.2 m    | 26.0 m           | 26.0 m          | 26.0 m          |
| 直径                   | 1.41 m     | 2.5 m      | 1.8 m      | 2.5 m     | 2.6 m            | 2.6 m           | 2.6 m           |
| 重量                   | 61.0 t     | 140.4 t    | 88.5 t     | 91.5 t    | 91.0 t           | 95.4 t          | 95.6 t          |
| 誘導方式               | 電波誘導   | 慣性誘導   | 電波誘導   | 電波誘導  | 慣性誘導         | 慣性誘導        | 慣性誘導        |
| 低軌道への軌道投入能力 | 770kg      | 1,850kg    | 870kg      | 870kg     | 1,200 kg         | 1,500 kg        | 1,500 kg        |
| ペイロード比           | 1.26 %     | 1.32 %     | 0.98 %     | 0.95 %    | 1.32 %           | 1.57 %          | 1.57 %          |
| 打ち上げ費用           | 36億円     | 75億円     | 43億円     |           | 53億円           | 50億円          | 45億円          |
| kg毎の打ち上げ費用     | 468万円/kg | 405万円/kg | 489万円/kg |           | 442万円/kg       | 333万円/kg      | 300万円/kg      |

### 他国のロケットとの比較
| ロケット         | 国・機関       | 成功/打ち上げ | 成功率 | 費用                               | 打ち上げ能力 SSO500km | 打ち上げ能力 低軌道500km | 1kgあたりの費用 低軌道500km |
| ---------------- | -------------- | ------------- | ------ | ---------------------------------- | --------------------- | ------------------------ | --------------------------- |
| イプシロン試験機 | 日本           | 1/1           | 100 %  | 53億円（地上試験費用を含む）       | 0.45トン              | 1.2トン                  | 442万円/kg                  |
| イプシロン強化型 | 日本           | 4/5           | 80 %   | 45億円（3号機時点）                | 0.59トン              | 1.5トン                  | 300万円/kg                  |
| イプシロンS      | 日本           | 0/0           | -      | 30億円（2020年代前半）             | 0.6トン               | 1.4トン                  | 214万円/kg                  |
| ドニエプル       | ウクライナ     | 21/22         | 95.5 % | 推定 約11億円 30億円（2013年時点） | 1.8トン               | 2.7トン                  | 41万円/kg 111万円/kg        |
| ロコット         | ロシア         | 26/28         | 92.9 % | 36億円（2013年時点）               | 1.45トン              | 2トン                    | 180万円/kg                  |
| PSLV             | インド         | 39/42         | 92.9 % | 推定 約25億円                      | 1.5トン               | 1.6トン                  | 156万円/kg                  |
| ベガ             | ESA            | 11/11         | 100 %  | 推定 約42億円                      | 1.55トン              | 1.5トン                  | 280万円/kg                  |
| エレクトロン     | ロケット・ラボ | 45/49         | 91.3 % | 推定 約8億円                       | 0.2トン               | 0.3トン                  | 267万円/kg                  |
| ミノタウロスC    | アメリカ合衆国 | 7/10          | 70 %   | 57億円                             | 1.05トン              | 1.45トン                 | 390万円/kg                  |